# Olibrus festivus
Olibrus festivus is een keversoort uit de familie glanzende bloemkevers (Phalacridae). De wetenschappelijke naam van de soort werd in 2005 gepubliceerd door Lyubarsky.